# Älvsjö (bydelsområde)
Älvsjö er et bydelsområde i Söderort i Stockholm med ca. 21.000 indbyggere. Bydelsområdet omfatter bydelene Herrängen, Långbro, Långsjö, Älvsjö, Solberga, Örby Slott og Liseberg.

## Eksterne links
- Älvsjö

- Wikimedia Commons har flere filer relateret til Älvsjö (bydelsområde)

59°16′30″N 18°00′15″Ø / 59.275°N 18.0042°Ø